# Open Source Ecology

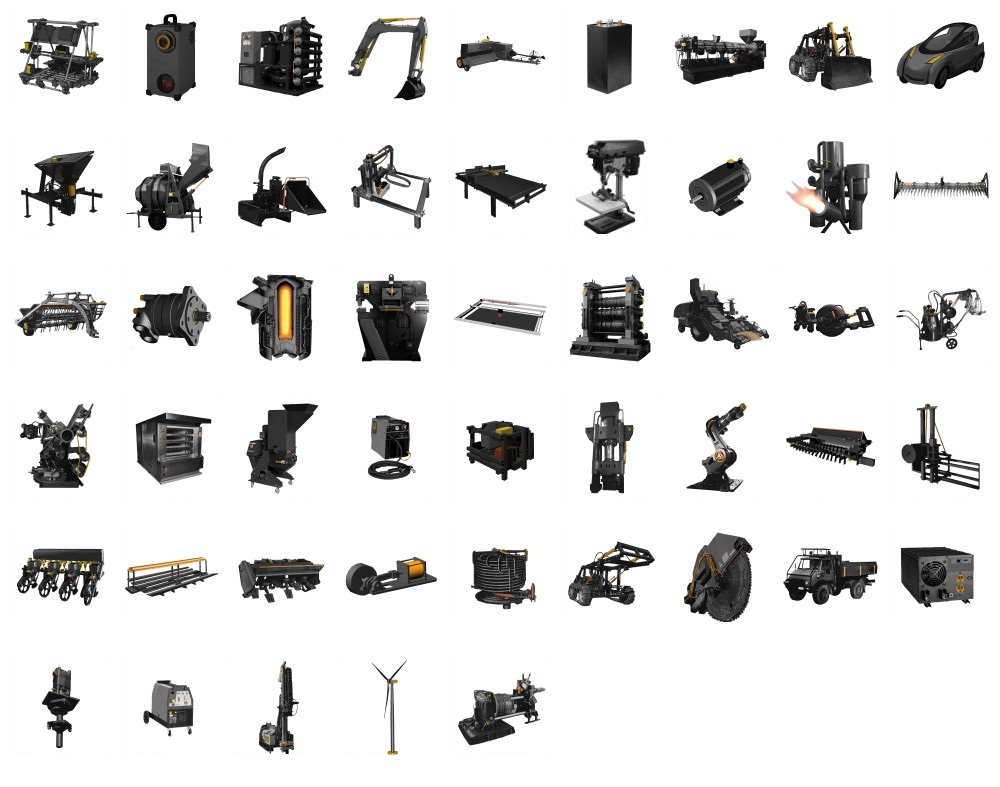
Le 50 macchine che compongono il Global Village Construction Set

Open Source Ecology (OSE, in italiano: "Ecologia a codice aperto") è una rete di agricoltori, ingegneri e sostenitori che mira alla realizzazione del cosiddetto Global Village Construction Set (GVCS) che la stessa OpenSourceEcology descrive come "una piattaforma tecnologica aperta che permetta di produrre in maniera semplice 50 differenti macchinari industriali per costruire un piccolo villaggio con tutti i comfort moderni".
Gruppi in Oberlin (Ohio), Pennsylvania, New York e California stanno sviluppando modelli e costruendo prototipi da passare alla sede del Missouri, dove gli stessi dispositivi vengono costruiti e testati.

## Storia
Marcin Jakubowski, laureato in fisica, ha fondato il gruppo nel 2003. Nel suo ultimo anno di tesi di dottorato presso l'Università del Wisconsin, aveva la sensazione che le sue possibilità di carriera fossero bloccate dai problemi del mondo, e iniziò a pensare in modo diverso. Dopo la laurea, si dedicò interamente al progetto OSE.
OSE ha avuto eco a livello mondiale nel 2011, quando Jakubowski ha presentato il suo Global Village Construction Set in un TED Talk. Poco dopo, GVCS ha vinto un concorso sui progetti green della rivista Make. I blog Gizmodo e Grist hanno pubblicato vari dettagli su OSE. Jakubowski da allora è diventato Fellow della Shuttleworth Foundation (2011) e TED Senior Fellow (2012).
Open Source Ecology si sta sviluppando anche in Europa con la sigla OSE Europe.